# Джеррі Трейнор
Джеральд Вільям «Джеррі» Трейнор (англ. Jerald Willam Trainor; 21 січня 1977) — американський актор, найбільш відомий за роллю Спенсера Шея в телесеріалі «айКарлі». Він також відомий по ролі "Божевільний Стів" в серіалі «Дрейк і Джош». Трейнор також з'являвся в вебсеріалі «Голодні ТБ Дівчата».

## Життєпис
Трейнор народився і виріс в Сан-Дієго, Каліфорнія. Син Вільяма «Білла» Трейнора і Меделін Трейнор.
Його першою телевізійної роллю стала роль популярного персонажа Джастіна в серіалі Nickelodeon «Заморожена зона». Також він грав невеликі ролі в серіалах: "Закон і порядок», «Ангел», і «Малкольм у центрі уваги». Його першою епізодичною роллю в серіалі стала роль Брайана «the A.V. guy» в Crossing Jordan. Глядачі порахували його дуже талановитим і красивим актором. Також отримав ролі в науково-фантастичному трилері «Донні Дарко» і в комедії «Добийся успіху знову». Джеррі має багато епізодичних ролей у серіалах каналу Nickelodeon, таких як «Дрейк і Джош». Він грає роль «Crazy Стіва». У серіалі айКарлі Трейнор виконує роль старшого брата головної героїні яку грає Міранда Косґроув.
Трейнор формально знімався в серіалі «World of Warcraft» під назвою «Project Lore». Він грав шамана. Джеррі покинув шоу 7 листопада 2009 року.
22 липня 2010 було оголошено, що Джеррі буде озвучувати головного персонажа нового мультсеріалу Буча Гартмана «T.U.F.F. Puppy».

## Фільмографія
| Кіно            | Кіно                            | Кіно                   |  |
| Рік             | Фільм                           | Роль                   |  |
| --------------- | ------------------------------- | ---------------------- |  |
| 2001 рік в кіно | Донні Дарко                     | Lanky Kid              |  |
| 2001 рік в кіно | Еволюція                        | Томмі                  |  |
| 2001 рік в кіно | Wayside                         | Томмі                  |  |
| 2003            | Wrong Hollywood Number          | Бейлі Воррен           |  |
| 2004            | Добийся успіху знову            | Smug Guy               |  |
| 2007            | Pieces of Dolores               | Клерк                  |  |
| 2008            | Waking Dreams                   | Ендрю                  |  |
| 2009            | Фабрика 9                       | Roland Waters          |  |
| 2011            | Найкращий гравець (фільм)       | Куінсі                 |  |
| Телебачення     |                                 |                        |  |
| Рік             | Серіал                          | Роль                   |  |
| 2001            | Малкольм у центрі уваги         | Кадет Едвардс          |  |
| 2002            | Моя жінка та діти               | Фанат «Зоряного шляху» |  |
| 2002            | Ангел                           | Джаред                 |  |
| 2002            | ER                              | Даріус                 |  |
| 2004—2005       | Crossing Jordan                 | Брайан — A.V. Guy      |  |
| 2004—2007       | Дрейк і Джош                    | «Crazy» Стів           |  |
| 2007—2012       | айКарлі                         | Спенсер Шей            |  |
| 2007            | Дрейк і Джош: Really Big Shrimp | «Crazy» Стів           |  |
| 2008            | айКарлі:Летимо в Японію         | Спенсер Шей            |  |
| 2008            | Щасливого Різдва, Дрейк і Джош  | «Crazy» Стів           |  |
| 2009            | BrainSurge                      | самого себе            |  |
| 2009            | айКарлі: Я йду з айКарлі        | Спенсер Шей            |  |
| 2009—2010       | Kids' Choice Awards             | самого себе            |  |
| 2010            | айКарлі: iPsycho                | Спенсер Шей            |  |
| 2010            | Вікторія-переможниця            | Хлопець у залі         |  |
| 2010            | Пінгвіни Мадагаскару            | Таракан (озвучка)      |  |
| 2010—2015       | Турбо-Агент Дадлі               | Дадлі (озвучка)        |  |